# Adrie Klem
Adrianus (Adrie) Klem (Delft, 6 mei 1951) is een voormalige Nederlandse roeier. Hij vertegenwoordigde Nederland op verschillende grote internationale wedstrijden. Eenmaal nam hij deel aan de Olympische Spelen, maar won hierbij geen medailles.
Op de wereldkampioenschappen roeien 1975 eindigde Klem voor Nederland met de acht met stuurman op een elfde plaats. Een jaar later maakte hij op 25-jarige leeftijd zijn olympisch debuut op de Olympische Spelen van Montreal. Met een tijd van 6.53,55 behaalde hij met de vier met stuurman in de kleine finale een tiende plaats overall.
Hij was lid van de Delftsche Studenten RoeiVereeniging LAGA. Zijn zoon, Meindert Klem, is eveneens een olympisch roeier.

## Palmares

### roeien (vier met stuurman)
- 1976: 10e OS - 6.53,55

### roeien (acht met stuurman)
- 1975: 11e WK - 6.04,05

Martin Baltus · 
Adrie Klem · 
Evert Kroes · 
Gert Jan van Woudenberg · 
Jos Ruijs (stuurman)